# Űridőjárás

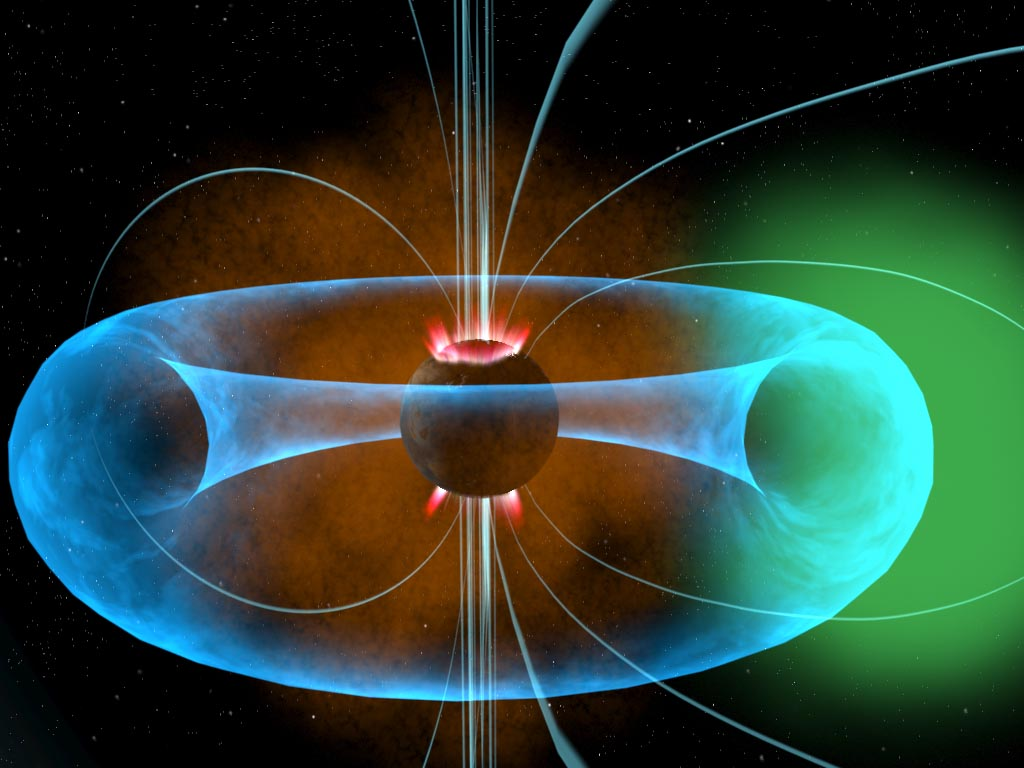
A plazmaszféra ábrázolása a Föld körül

„Az űridőjárás a központi csillag körül lévő napszél, magnetoszféra, ionoszféra és termoszféra állapotaiból tevődik össze, amik hatással vannak a űrben keringő eszközök teljesítményére és megbízhatóságára, továbbá a földi telepítésű technikai eszközök működésére és veszélyeztethetik az élőlények egészségét és életét.
Az űrbeli környezet állapotainak különböző változásai megszakíthatják a műholdak normál működését, amik a kommunikáció, a navigáció, a kereskedelem és a műsorszórás zavarása mellett a földi energiaellátó hálózatban is komoly zavart okozhatnak. Ezek összessége társadalmi és gazdasági károkkal jár.
National Space Weather Program Strategic Plan, 1995.

Office of the Federal Coordinator for Meteorological Services and

Supporting Research, FCM–P30–1995, Washington, DC.
A modern élet igényli a pontos, napi időjárás-jelentést, a klíma hosszútávú változásainak nyomon követését és okainak felderítését (mezőgazdaság, kereskedelem, szállítás, energiapolitika és katasztrófavédelem).

## Jelentősége
Az időjárás megértésével foglalkozó tudomány, a meteorológia az egyik legrégibb tudomány. Feladata az ember környezetének figyelése és változásainak előrejelzése. Hasonlóképpen az űridőjárás is megpróbálja megérteni és előre jelezni az időjárást és a klímát, csak éppen nem a légkörben, hanem a földi légkörön túl.
Az űridőjárásnak, akárcsak a földi időjárásnak végső meghatározó szereplője a Nap. Kétféle megkülönböztető jegy van a kettő között: egyrészt a hely, ahol lezajlik, másrészt az energia, ami mozgatja őket. Az időjárás esetén a hely a földfelszíntől a kb. 10 km magasságig terjedő troposzféráig tart. Az űridőjárás esetén a hely a Földet körülvevő világűr kezdetétől (a földfelszín fölötti 100 km-es magasságtól) a Napig tart.
A másik különbség az időjárás és az űridőjárás között a Napból származó energia fajtája, ami a két területre hatással van. A Nap folyamatosan kétféle sugárzást bocsát ki: elektromágneses sugárzást és részecskesugárzást. A látható fény, a rádióhullámok, az ultraviola sugárzás, a röntgensugárzás és a gammasugárzás mind az elektromágneses sugárzás különböző formái. A Nap elektromágneses sugárzásai melegítik az alsó légkört, az óceánokat és a szárazföldeket, amikben hőmérséklet-különbségek alakulnak ki, aminek következménye a folyamatos légáramlás, a szél. A Földet négyzetméterenként mintegy 1400 watt teljesítményű sugárzás éri (ezt napállandónak nevezik - ennek nagyjából 30-50%-a éri el a földfelszínt).
A Nap másik sugárzásfajtája részecskékből áll, amit töltött atomok és szubatomi részecskék alkotnak (ezek többnyire protonok és elektronok), ezt napszélnek nevezzük. A napszél magával viszi a Nap mágneses terét is, és az egész Naprendszert kitölti. Ezt a területet helioszférának nevezzük. (héliosz - görögül: Nap). A napszél, bár állandóan áramlik, egyúttal állandóan változik is. Ezek a változások többféle módon befolyásolják a Föld űrbeli környezetét, köztük a leglátványosabb a felső légkörbe való ütközés által kiváltott sarki fény. De ugyanez a sugárzás szerepet játszik a villámok kialakulásában, az energiaellátás megszakadásában (a távvezetékekben vagy a trafóállomásokon túlfeszültség léphet fel). Zavarhatja a földi és az űrbe telepített kommunikációs eszközöket.
Időnként a Nap atmoszférájából nagyobb anyagcsomók válnak le és repülnek ki nagy sebességgel a világűrbe, ezt koronakidobódásnak nevezik (angol neve: coronal mass ejection - CME). Egy ilyen esemény nagyságrendileg 1012 kg anyagmennyiséget jelent, aminek sebessége 1000 km/sec nagyságú (ez 3,6 millió km/órának felel meg). A koronakidobódás nem a Nap teljes felületén alakul ki (ellentétben a napszéllel). Ha mozgásának iránya a Föld felé mutat, 2 napon belül űrvihar alakul ki a Föld közelében, ami tönkreteheti az űrbeli berendezéseket, és a részecskesugárzás életveszélyt jelent nem csak az űrhajósok számára, hanem a sarki területek fölött húzódó repülési útvonalon közlekedő repülőgépeken utazókra is.

## A Nap

### A Nap összetétele
A Nap felszínét és atmoszféráját műszerekkel közvetlenül érzékelhetjük. A Nap összetételére az elsődleges eszközünk a spektrográf, ami a kémiai elemeknek megfelelő vonalakat jelenít meg. Ennek segítségével pontosan meg tudjuk állapítani a Napban lévő kémiai elemek gyakoriságát.
A leggyakoribb öt elem:
- hidrogén 92,2%
- hélium 7,8%
- oxigén 0,061%
- szén 0,030%
- nitrogén 0,0084%

A Napban a felsorolt kémiai elemeken kívül az összes további elem is megtalálható, ami a Földön fellelhető (de elenyésző mennyiségben).

### A Nap mágnesessége
A Nap különböző területeinek mágneses erősségét spektroszkópiai mérésekkel tudjuk meghatározni, mivel Pieter Zeeman 1896-os felfedezése óta ismert, hogy mágneses tér jelenlétében egy gáz spektrumvonalai felbomlanak. A vonalak gyakorisága arányos a mágneses tér erősségével. A felfedezés Zeemannak és korábbi tanárának (Hendrik Antoon Lorentz, 1853–1928) fizikai Nobel-díjat jelentett, amit 1902-ben kaptak meg. Ezzel lehetővé vált a Nap felszíne mágneses erejének meghatározása. Ilyen mérések alapján tudjuk, hogy a napfoltok belsejében a mágneses térerősség a környezethez képest 1000-szeres. Ezek a mezők vagy a Nap belseje felé vagy attól kifelé irányulnak, irányuk sohasem véletlenszerű.
A standard napmodell szerint a napfoltok erős mágneses tere megváltoztatja a napfelszín áramlásait, a napfoltokban az anyag hidegebb, és ezért a napfolt sötétebbnek tűnik. Egy napfoltnak egyetlen mágneses polaritása van, ezért a napfoltok párban fordulnak elő. Az északi irányultságú napfoltban a mágneses mező kifelé irányul, míg a déli irányúban befelé. Egy ilyen pár a Nap felszíne fölött mágneses hurkot hoz létre. A napfoltok tulajdonságaiban az a rendszeresség is megfigyelhető, hogy ha a forgási iránynak megfelelő vezető napfolt északi irányultságú, akkor azon a félgömbön a többi vezető napfolt is északi irányultságú lesz. A másik félgömbön a napfoltok irányultsága ezzel ellentétes.
A jelenséget bonyolítja, hogy a Nap az egyenlítője körül gyorsabban forog, mint a sarkoknál. Ez elhúzza és megcsavarja a mágneses mezőket.
A napfoltok közelében sokszor hatalmas energiák szabadulnak fel. Ezeket a területeket aktív zónáknak nevezzük. Létrejöttük pontos mechanizmusa nem ismert, de annyi bizonyos, hogy a mágneses térben tárolt energia átadódik a kiáramló részecskék mozgási energiájává. Egyes kiáramlások hőmérséklete elérheti a 100 millió kelvint. Ez az energia olyan nagy, hogy a Napatmoszférában lévő töltött részecskék akár a fénysebességig is felgyorsulhatnak. A felhevült plazma mindenféle elektromágneses hullámhosszon sugároz. Ezek a részecskék és ez az elektromágneses sugárzás (ami a legkeményebb röntgensugarakat is tartalmazza) elérheti a Föld világűrbeli környezetét és azzal kapcsolatba lép. Ez az egyik legmeghatározóbb tényezője az űridőjárás alakulásának.

### A napciklus
A napfoltokat az 1800-as évek óta figyelik a csillagászok, és feljegyzik számukat, keringési jellemzőiket. A mérések alapján megállapították, hogy a napfoltok szám 11-éves ciklusban növekszik és csökken. Mivel a napfoltok összefüggésben vannak a Nap aktivitásával (ilyenek a flerek vagy más, nagy energiafelszabadulással járó folyamatok, amik felhevítik a Nap atmoszféráját), a 11-éves napciklusnak megfelelően változik a Nap aktivitása.
Az aktivitás minimuma idején a Nap mágneses tere nagyjából dipólusnak felel meg: az egyik félgömbből kiinduló erővonalak a másik félgömbben végződnek. A napmaximum felé tartó 5-6 éves időszakban a mágneses tér szerkezete bonyolultabbá válik. A napmaximumot elhagyva a következő 5-6 évben a mágneses tér rendezettebbé válik, iránya az előző 11-éves állapothoz képest fordított (a mágneses tér irányának ciklusa tehát kb. 22 év - ezt néha nevezik dupla napciklusnak vagy Hale-ciklusnak is). Az átmenet elején, amikor a térerősség kisebb, a mágneses tér tengelye és a Nap forgástengelye jelentősen eltér, majd a maximum körül egy irányba áll be.
Mivel a Nap aktivitása követi a napfoltok számának alakulását és ez 11-éves periódust mutat, ezért nem meglepő, hogy a Földet érő hatások is ilyen periódussal követik egymást. Mondhatjuk, hogy az űridőjárást meghatározó ciklus 11 évenként ismétlődik, napmaximum idején várhatók a komolyabb behatások, míg napminimum idején csendesebb az űridőjárás is.
2009-2010-ben a Nap aktivitása a minimumon volt.

### A helioszféra
A helioszféra a bolygóközi térnek az a területe, ahol a napszél szuperszonikus sebességgel áramlik.
A napszelet az 1950-es években fedezték fel, amikor észrevették, hogy az üstökösök csóvája mindig a Nappal ellentétes irányba mutat, még akkor is, amikor az üstökös már távolodik a Naptól.
Teljes napfogyatkozás esetén (amikor a Hold eltakarja a Nap felületét) is látható fény a Nap környezetében, ez a napkorona, amit az elektronokon való szóródás hoz létre. A napkorona nem szabályos alakú és nem egyforma erősségű minden irányban. A Nap egyenlítője mentén erősebb, mint a sarkok felé. Ez a Nap mágneses terének struktúrájából adódik. Fényerőssége milliószor gyengébb, mint a fotoszféráé (ami a fogyatkozásokat kivéve látható). Koronagráfnak nevezett távcsővel a napkorona máskor is megfigyelhető, mert az eszközben egy megfelelő méretűre beállított koronggal ki tudják takarni a Napot.
Ahhoz, hogy egy részecske kiszakadjon a Nap gravitációs vonzásából és ne térjen vissza, legalább a szökési sebességgel rendelkeznie kell, ami az alsó koronában 618 km/s, és olyan ritka régióban kell tartózkodnia, ahol kicsi az esélye a más részecskékkel való ütközésnek. A koronában lévő részecskék hőmérséklete legalább 1 millió fok, így sok részecske elegendő sebességgel rendelkezik a Nap végleges elhagyásához. Ezek a részecskék alkotják a napszelet, ami protonokból, elektronokból és hélium atommagokból áll, amik szuperszonikus sebességgel távolodnak a Naptól és magukkal viszik mágneses terének darabkáit. A napszél tehát mágneses plazma.
A Nap mágneses terének a helioszférába kinyúló részét bolygóközi mágneses térnek nevezzük (angolul: interplanetary magnetic field - IMF), ami a Nap forgása miatt a forgástengely felől nézve arkhimédészi spirál alakot vesz fel. Mivel a Nap forgása állandónak tekinthető, a spirál szöge a Nap-Föld képzeletbeli egyeneshez képest a napszél sebességétől függ. Minél nagyobb az
áramlási sebesség, annál kisebb lesz az egyeneshez viszonyított szög.
A Nap mágneses terének felépítése miatt a napszél sebessége nem egyenletes. Az egyenlítőtől induló napszél sebessége általában kisebb, mint a sarkok közelében indulóé. Ugyanakkor ezeknek a területeknek az elhelyezkedése időben állandóan változik, így a Földet érő napszél sebessége is folyamatosan ingadozik, jellemzően egy nagyobb sebességű napszél és egy kisebb sebességű napszél időszaka között.
Tovább árnyalja a képet az a tény, hogy a Nap forgástengelye és mágneses tengelye nem esik pontosan egybe, így a Földet érő napszél hol a Nap mágneses északi, hol meg a déli félgömbjéről indul.
A napszél és a bolygóközi mágneses tér átlagos jellemzői a Naptól 1 CsE távolságban:
- részecskék száma = 5 db/ cm³
- hőmérséklet = 1 millió fok
- sebesség = 400 km/s
- tartalom = 90% hidrogén, 8% hélium, nyomokban egyéb nehézionok
- térerősség = 10 nT

Egy koronakidobódás gyorsabban távolodik a Naptól, mint a környezetében lévő napszél. Mivel a napszél belsejében a hangsebesség 40 km/s körüli, a napszél átlagsebessége 400 km/s, egy koronakidobódás pedig 1000 km/s sebességgel halad, ezért a koronakidobódás lökéshullámot hoz létre a napszélben. A koronakidobódás legtöbbször hurokszerű formában mágneses teret hordoz magával, ezeket emiatt néha mágneses felhőknek nevezik. Az ilyen felhő a Föld közelébe érve geomágneses vihart okoz, ezért az űridőjárás egyik fő kialakítójának számít.

## Kozmikus sugárzás
A Földet folyamatosan érik a minden irányból érkező, erősen ionizált atomok és más atomi részecskék, ezt összességében kozmikus sugárzásnak nevezzük. A „sugárzás” kissé félrevezető szó, mivel itt nem sugarakról, hanem anyagi részecskékről van szó. A kozmikus sugarak eredetüket tekintve kétfélék lehetnek: a helioszférán kívülről érkezők (ezeket galaktikus kozmikus
sugárzásnak nevezzük), és a Napból eredők. A kozmikus sugárzás sebessége közel fénysebesség.
Kémiai összetétele bármi lehet a periódusos rendszerből, a legkönnyebb hidrogéntől kezdve a legnehezebbekig, mint például a vas. A kozmikus sugárzás tartalmazhat elektront, pozitront, és más szubatomi részecskéket. Energiáját MeV-ban (megaelektronvolt), vagy GeV-ban (gigaelektronvolt) mérjük. A galaktikus kozmikus sugárzás tipikus energiája 100 MeV és 10 GeV között van. Ha például protonról beszélünk, ekkora energiát a fénysebesség 43%-a és 99,6%-a biztosít számára.
A jelenleg érvényes elméletek szerint a kozmikus sugárzás a szupernovákból származik. Becslések szerint 1 szupernovarobbanás 50 évenként történik egy olyan galaxisban, mint a Tejútrendszerünk.
Mivel a kozmikus sugarak elektromosan töltött részecskékből állnak, útjuk során a különféle mágneses terek eltérítik őket, ezért nem könnyű beazonosítani eredeti forrásukat.
Amikor a nagy energiájú töltött részecskék a Föld felső légkörével ütköznek, úgynevezett másodlagos sugárzást hoznak létre, amik egy része eléri a földfelszínt is. Az ütközések egyik mellékterméke a pion, egy szokatlan szubatomi részecske, ami általában gyorsan elbomlik, és közben müon, neutrínó és gamma-sugárzás keletkezik. A müonok tovább bomlanak elektronokra és pozitronokra. A földfelszínen egy emberi testet percenként 1000 ilyen részecske talál el, ez egy kis része az ún. háttérsugárzásnak.

## A Föld űrbeli környezete
Körülbelül 100 km-rel a Föld felszíne fölött az ionizált gázok mennyisége jelentőssé válik. Mivel az ionizált gáz elektromosan töltött, ezért a Föld mágneses tere hatással van rá.
A Földet közvetlenül körülvevő térségben hideg (kb. 1 eV-os) és sűrű (néhány tízezer részecske minden cm³-ben) plazma található, ami gyakorlatilag együtt forog a Földdel. Ezt a réteget plazmarétegnek nevezik. A proton számára 1 eV kb. 14 km/s sebességnek felel meg. A plazmaréteg főként hidrogénből és héliumból áll, de jelentős mennyiségű oxigén is található benne (aminek elég energiája volt, hogy az ionoszférából elszökjön).
A plazmaréteggel gyakran átfedésben helyezkedik el a Van Allen sugárzási öv és a gyűrűáram. Ezt a két területet nagy energiájú részecskék jellemzik, amiket fogva tart a Föld mágneses tere. A gyűrűáramot olyan részecskék alkotják, melyek csúcsenergiája 200 keV körül van (a „gyűrűáram” elnevezés onnan származik, hogy az áramló elektromos részecskék gyűrűként veszik körbe a Földet).
A sugárzási övben az energiák egészen a relativisztikus tartományig terjednek. A relativisztikus részecskék sebessége megközelíti a fénysebességet és ennek megfelelően hatalmas mozgási energiával rendelkeznek.
A Föld mágneses terének alakja és erőssége miatt a gyűrűáramot egyrészt az éjféli oldal felől a világos oldal felé áramló pozitív ionok, másrészt az ellenkező irányban áramló elektronok alkotják. Ez az elektromos áram saját mágneses teret kelt, aminek iránya ellentétes a földi mágneses tér irányával. Így a gyűrűáram csökkenti a földi mágneses tér erősségét a felszínen, ez műszerekkel kimutatható. Ha a gyűrűáram erőssége bármely okból megnövekszik, a földfelszínen mérhető mágneses térerősség lecsökken. Ennek jellemzésére bevezették a „Disturbed Storm Time Index”-et (röviden Dst), ami a földi mágneses tér eltérését jelenti annak normál értékétől. Ha ez az index negatív, az azt jelenti, hogy a térerősség a Földön lecsökkent.
A Föld körül ebben a térségben más áramok is vannak, amik összekötik a gyűrűáramot és a plazmát az ionoszférával. Ezek az áramok játszanak szerepet az sarki fény kialakulásában.
A Van Allen sugárzási övek két héjból állnak. A külső héj (amit főleg nagy energiájú elektronok alkotnak) Föld felé eső palástja a Földtől 3 földsugárnyira van, külső burkának távolsága igen változó, rendszerint a geoszinkron pályáig terjed. A belső héj (ami nagy energiájú elektronokból és protonokból áll) nagyjából 2,5 földsugárnyi távolságig terjed. A két héj között energiaszegény réteg található.
A sugárzási öv energiája veszélyes az emberi életre, az elektronikus berendezéseket pedig tönkreteheti.
A Föld mágnese tere és a mágneses tulajdonságú napszél egymásra hatása leegyszerűsítve úgy képzelhető el, mint egy szikla és egy gyorsan áramló patak. Mivel a napszél áramlása szuperszonikus, a Föld nappali oldala felett egy lökéshullám jön létre, ami kifelé mutat. Ez a lökéshullám lelassítja a napszelet, és a Föld elkerülésére kényszeríti.
Mivel azonban a napszél mágneses tulajdonságú, áramlása nem annyira egyszerű, mint a vízé.
Amikor két mágneses tér közel van egymáshoz, a két tér erőssége összeadódik vagy kivonódik, a polaritásoktól függően. Amikor ez mágneses plazmával történik (mint a napszél és a Föld mágneses tere esetén), új mágneses összekapcsolódások jönnek létre, melynek során a mágneses tér energiája átalakul a részecskék mozgási energiájává. (Hasonló folyamat a Nap felszínén is lejátszódik).
A napszél és a Föld mágneses terének erővonalai többféle topológiát alakítanak ki:
- a napszél mágneses terének erővonalai mindkét mágneses pólust tartalmazzák
- a napszélből induló erővonalak a Föld mágneses pólusa közelében végződnek (és fordítva), ezzel nyitott hurkot alkotnak
- a Földről induló erővonalak a Földön is végződnek (zárt hurkot alkotnak)

A plazma csapdába eshet a zárt mágneses hurkokban, így itt sűrűsége megnövekszik. A nyitott hurkok esetén a plazma az erővonalak mentén kiszabadul és eltávolodik a Földtől. A plazmaréteg és a sugárzási öv is a zárt hurkokban található.

## A Föld felső atmoszférája
A Föld felső atmoszférája fontos szerepet játszik a felszíni és a műholdas kommunikációban és navigációban, sűrűsége befolyásolja az alacsony földkörüli pályán (LEO) keringő műholdak élettartamát. A felső atmoszféra nagyrészt semleges atomokból és molekulákból áll, ezt a réteget termoszférának nevezzük. A termoszférán belül az ionizált gáz mennyisége érezhetővé válik, és az ionoszférának nevezett réteget alkotja. A termoszféra és az ionoszféra átlapolja egymást, de mivel két különböző részecskefajtát tartalmaznak (semlegest, illetve elektromosan töltöttet), ezért külön fogalomként kezeljük őket, mivel ami az egyik felépítését és mozgását befolyásolja, az a másikra általában hatástalan. Ugyanakkor a kétféle réteg csatolásban van egymással, mert részecskéik ütközhetnek egymással.
Mivel a termoszféra és az ionoszféra viselkedése nagyban befolyásolja a rádióhullámok terjedését és az alacsony pályás műholdakat, ezért tanulmányozása döntő az űridőjárás szempontjából.
Ez a terület nagyjából a felszín fölött 80 km-es magasságban kezdődik.

### Az ionoszféra
A Föld felső légkörében a semleges részecskék sűrűsége elegendően alacsony, így a semleges részecskékből az ionizálás során felszabaduló szabad elektronok elegendő ideig megmaradnak, mielőtt újra rekombinálódnának.
Az ionizáció az a folyamat, melynek során elektromosan semleges atom vagy molekula pozitív vagy negatív töltésű lesz, annak megfelelően, hogy elektront veszít vagy elektront vesz fel a környezetéből. A Föld felső légkörében sokkal gyakrabban jönnek létre pozitívan töltött ionok (elektron eltávolításával), mint negatív töltésűek (elektron felvételével). Ezeket az elektronokat vagy a Napból származó nagy energiájú fotonok (többnyire UV- és röntgensugarak) „ütik ki”, vagy gyors részecskék semleges gázzal való ütközése során jönnek létre.
300 km-es magasságban vannak legnagyobb sűrűségben a szabad elektronok és ionok. Ezt a réteget nevezzük ionoszférának. Mivel az ionizációt a Nap elektromágneses sugárzása hozza létre, ezért a Föld nappali oldalán van a legnagyobb sűrűsége az ionoszférának. Azonban az éjszakai oldalon sem szűnik meg teljesen az ionoszféra, mivel az elektronok és ionok rekombinációs ideje összemérhető a Föld forgási periódusidejével. A rekombináció sebessége függ a sűrűségtől, ezért alacsony magasságokban gyorsabb, és sebessége kisebb a magasság növekedésével. Az ionizálás egy dinamikus folyamat, melyben a ionok keletkezése és megszűnése folyamatosan zajlik.

### Az ionoszféra felépítése
Az ionoszféra több rétegre osztható fel a rétegekben található molekulák sűrűsége alapján.
A legalsó, a „D” régió nagyjából 50 és 90 km között helyezkedik el. Az ionizáció fő forrása a D-régióban az UV-sugárzás, ami a nitrogénmonoxid (NO) molekulákra hat. Nap maximum esetén a Napból eredő kemény röntgensugarak ionizálják a levegőben lévő nitrogént és oxigént. Ezen felül a kozmikus sugarak is hatással vannak erre a területre. Mivel a semleges atomok sűrűsége nagy ebben a tartományban, a rekombináció gyorsan lejátszódik. Emiatt a D-régió főképp nappal létezik, bár a kozmikus sugarak az éjszakai oldalon is létrehoznak egy „maradék” ionizációt. Az ionizáció a D-régióban a legkisebb az ionoszféra régiói közül. A napviharok nagy mennyiségű röntgensugárzást bocsáthatnak ki, ami hirtelen megnöveli az ionizáció mértékét. Ezt hirtelen ionoszféra-viharnak nevezzük (angolul: sudden ionospheric disturbance - SID). A D-régió fontos szerepet játszik a nagyfrekvenciás (HF, rövidhullámú) rádiós összeköttetésekben, mert elnyeli a rádióhullámokat. SID esetén a D-régióban zajló ionizáció olyan heves lehet, hogy a HF-rádiósávban lehetetlenné teszi a kommunikációt.
A magassággal felfelé haladva az E-régió következik (ezt eredetileg Kennelly-Heaviside rétegnek nevezték a felfedezők nevéről). Ez 90 és 120 km között helyezkedik el. Főleg lágy röntgensugarak és UV-sugárzás hozza létre, amik az oxigénmolekulákra hatnak. Az E-régió legnagyobb sűrűsége kb. 100-szorosa a D-régió legnagyobb sűrűségének, mert a rekombináció itt jóval lassabb. A D-régióhoz hasonlóan az E-réteg is gyengül az éjszaka folyamán, illetve magasabbra tolódik el. A Napból származó fotonok mellett az ionizáció forrása a nagy energiájú részecskék áramlása az atmoszférába. Ez a sugárzás főleg a nagyobb magasságokban jut nagyobb szerephez. Az ionizáció látható fény kibocsátását is eredményezi, ezt nevezzük sarki fénynek.
Van még egy másik, átmeneti forrása is az ionizációnak az E-régió magasságában, aminek létrejöttében szerepet játszik a semleges atmoszféra mozgása, az északi fény körüli elektromos mező és a légkörbe belépő meteorok, amik felizzanak és az őket körülvevő semleges gázt ionizálják, ezzel a nyomvonalukon egy hosszú ionizációs csíkot hoznak létre. Az ilyen csíkokat szporadikus E-rétegnek nevezzük (görögül szporadikus: szórványos, helyenként előforduló). A szporadikus E-réteg létrejötte a földrajzi szélességtől is függ. Hatása néhány perctől néhány óráig tarthat. Mivel az így létrejövő réteg jól visszaveri a nagyfrekvenciás rádióhullámokat, ezért a megszokottnál jóval nagyobb távolságú összeköttetés is lehetséges.
Az ionoszféra legsűrűbb területe az F-régió (gyakorlatilag a teljes magnetoszféra), ez 120 és 300 km között található. E fölött a sűrűség lassan csökken, és átmegy a plazmaszférának nevezett tartományba. Az átmenet nagyjából az 1000 km-es magasságba tehető, ahol az alacsonyabb légrétegben lévő ionoszférában domináló oxigénionok helyét átveszik a nagyobb magasságban elhelyezkedő plazmaszférát alkotó hidrogénionok. A területen lévő atomos oxigént extrém UV-sugarak gerjesztik.
Az F-réteg ionizációja is csökken az éjszaka folyamán, de kisebb mértékben, mint a D- vagy E-rétegeké, mivel ebben a magasságban a rekombináció sebessége kisebb. Ez annak a következménye, hogy az atomos ionok lassabban rekombinálódnak, mint a molekuláris ionok. A nappal során a megnövekedett fotoionizáció következtében az F-réteg további két rétegre osztható; az F-2
rétegben nagyobb a sűrűség, mint az F-1 rétegben.
Az ionoszféra periodikusan változik, mivel fő forrása, a Napból eredő UV- és röntgensugárzás erőssége a Nap pozíciójának függvénye. Amikor a Nap közvetlenül a megfigyelő feje fölött van, a felső légkört elérő napsugárzás a legnagyobb erősségű. Ha a megfigyelő elmozdul akár az észak-déli égtájak irányába, akár a bolygó éjszakai oldala felé, a sugárzás ereje csökken, mert a Napból a Földre érkező sugarak beesési szöge kisebb lesz.

## Az űrviharok technológiai következményei
Napjainkban a modern társadalmakban számos művelet során használunk műholdakat. A legnyilvánvalóbb alkalmazásokon kívül (csillagászati és meteorológiai műholdak, GPS) példaként néhány további alkalmazási terület: műsorszórás, kontinensek közötti kommunikáció (pl. telefon), banki műveletek (pl. bankkártya használata vásárláskor). Ezeknek az igényeknek a kiszolgálására több száz, különböző pályákon mozgó műhold van állandóan használatban.
Ezek közül a pályák közül a legolcsóbb az alacsony földkörüli pálya (LEO) használata, mivel ennek eléréshez kell a legkevesebb energia, azonban a LEO-pályán mozgó műholdak vannak leginkább kitéve a légkör fékező hatásának, erre pedig nagy hatással van a naptevékenység.
Emlékezetes az 1989-es napvihar, amikor több száz műhold pályájának magassága csökkent le hirtelen több kilométerrel (egyiküké 30 km-rel), ami jelentősen lecsökkentette az élettartamukat. A légkörben haladó űreszközök magasságvesztésének folyamatát intenzíven kutatják, nem csak az élettartam csökkenése miatt, hanem azért is, mert a sűrűbb légkörbe belépő, irányíthatatlan eszközök izzó darabjai lakott területekre is zuhanhatnak. A legtöbb alacsony pályás műhold elegendően kis méretű, így a sűrűbb légkörben elégnek, darabjaik nem hullanak le a felszínre.
Nagyobb eszközök darabjai azonban (ilyen volt a Skylab űrállomás légkörbe lépése 1979 júliusában) túlélhetik a zuhanást és elérhetik a felszínt. Ezeket a nagyobb műholdakat természetesen ellátják hajtóművel, ezért a légkörbe való belépésük kontrollált, kiszámított pályán zajlik, becsapódási területük általában a Csendes-óceán lakatlan része. A nagy űreszközök alól kivételesnek számít a Nemzetközi Űrállomás (ISS), aminek nincs önálló meghajtása, ezért a magasságvesztését sem tudja önállóan pótolni. Napaktivitás maximuma idején akár napi 400 m-t is veszíthet a magasságából (146 km/év), míg napminimum esetén ez az érték 80 m/nap (29 km/év).
Rendszeres magasságemelés hiányában az ISS néhány év alatt belépne a sűrűbb légkörbe, és lezuhanna a felszínre. Emiatt gondos tervezést igényel egy ekkora űreszköz életciklusának utolsó fázisa, mert azt kell biztosítani, hogy előre kiszámított időszakban és pályán haladjon, és a Föld valamely lakatlan területén csapódjon be.
A közepes és magas pályán, valamint a geoszinkron pályán haladó műholdakra már nem hat a légkör fékező hatása. Ezekben a magasságokban problémát okoznak az elektromos feltöltődés és a nagy energiájú sugárzás. Az ilyen műholdak pályájuk egy részén a Van Allen-övben haladnak, ahol az itt áramló nagy energiájú részecskék tönkretehetik a műhold érzékeny áramköreit.

### A műhold felszínének feltöltődése
A műhold felszíni feltöltődésének oka a műhold és az őt körbevevő alacsony energiájú elektronáramlás egymásra hatása. A műholdat negatívan töltött és pozitívan töltött részecskék is érik, és ha ezek mértéke nem pontosan egyforma, sztatikus elektromos feltöltődés jön létre. Ezen felül a napfénynek elegendő energiája van ahhoz, hogy a fotoelektromos hatás révén elektronok induljanak meg (vagyis elektromos áram folyjon) az elektromosan vezető anyagokban. Mivel a műhold különböző részei (például a napelemek és a műhold burkolata) nem azonos anyagokból állnak, ezért ezek különböző mértékben töltődnek fel, ami feszültségkülönbséget jelent, ez pedig rendszerint szikrázás formájában egyenlítődik ki (ami szintén károsítja a berendezéseket). Érzékeny optikai eszközök esetén azok érzékelőit már az apró szikrázás is átmenetileg elvakíthatja vagy tönkreteheti. Mindezen károk csökkentése gondos tervezést igényel a műhold készítése és üzemeltetése során.

### Dielektromos feltöltődés
A Van Allen-öv relativisztikus elektronjai elegendő energiával rendelkeznek ahhoz, hogy áthatoljanak a műhold burkolatán és elektromosan feltöltsék az elektromosan szigetelő anyagokat (ezeket dielektromos anyagnak nevezzük). A feltöltődés olyan mértékű lehet, hogy a szigetelő anyag „átüt” és elektromos áram indul meg rajta keresztül, ami elektromos rövidzárlatot okoz. Ha ez a műhold áramköreiben zajlik le, az áramkör nagy valószínűséggel tönkremegy, a műhold valamelyik funkciója kiesik. A műholdak áramköreinek tervezői úgy próbálják csökkenteni az ilyen eseteket, hogy az áramköröket vastag alumíniumréteggel árnyékolják le, és gondosan földelik őket. Mivel azonban egy műhold felbocsátása nem olcsó, ennek következtében a minimális súly elérésre törekszenek, ezért számolást és mérlegelést igényel, hogy mekkora védelemre van szükség, ami már elegendő biztonságot nyújt a műhold tervezett élettartama alatt. Ehhez ismerni kell a nem kívánt hatások mértékét, gyakoriságát és az ellenük való védekezés leghatásosabb módját.

### Egyszeri elektromos hatások
Egyszeri elektromos hatásnak nevezzük azt a jelenséget, amikor egy kellő energiával rendelkező, elektromosan töltött ion egy áramkörbe behatolva ott elektromos válaszreakciót idéz elő. Mivel az áramkörökben érzékelők, kapcsolók, szabályozók vannak, ezek többsége érzékelve a feszültség hirtelen megváltozását, annak megfelelően módosítja működését. Ez sok esetben hibás művelet végrehajtását jelenti, és gyakran adatvesztéssel jár. Ha az űreszköz hajtóművel is rendelkezik, a hibás parancs lehet akár a hajtómű beindítása is. Mire a földi irányítók be tudnának avatkozni, a műhold a tervezetthez képest jelentősen eltérő pályára állhat, a meghajtáshoz szükséges üzemanyag
mennyisége annyira lecsökkenhet, hogy a műhold eredeti funkcióját már nem tudja betölteni, élettartama hirtelen véget ér. Érzékelő áramkörök esetén hibás észlelés vagy tönkremenés lehet az eredmény.

### Anyagkifáradás UV-fény hatására
Az UV-sugárzás sokkal intenzívebb a világűrben, mint a Föld felszínén. A földi légkörben lévő oxigén és a felső légkörben lévő ózonréteg hatékonyan megszűri az UV-sugarakat (emellett a röntgen- és gamma-sugarakat is). Az UV-fény a biológiai sejtek roncsolásán kívül a műanyagoknak és más szerves anyagoknak is árt. A nagy energiájú részecskesugárzás mellett hosszú távon az UV-fény is csökkenti a napelemek hatékonyságát. A műholdak tervezői rendszerint 25%-kal nagyobbra tervezik a napelemek névleges teljesítményét a tényleges energiaigénynél, mert a napelemek hatékonysága a műholdak élettartama alatt körülbelül ennyivel csökken.
Napviharok hatására a napelemek hatásfoka akár több százalékkal is csökkenhet, ami 1 évvel is megrövidítheti a műhold hasznos élettartamát.
A jövőben tervezendő műholdak, űrállomások és emberes űrutazások esetén, valamint a Holdon és a Marson végzendő munkák számára gondosan kell megtervezni a berendezések és eszközök használható alapanyagait, különösen oda kell figyelni a műanyagok és egyéb szerves polimerek használatára.

### Rádiós kommunikáció és navigáció
Mivel a rádióhullámokra hatással van az a közeg, amiben haladnak, ezért az állandóan változó tulajdonságú ionoszféra időben változóvá teszi a rádiós összeköttetéseket, és eltorzíthatja a jeleket. Itt nem csak a földi rádióadások vagy az amatőrrádiózás rádióhullámainak terjedéséről van szó, hanem a földi átjátszó állomások és a műholdak közötti kapcsolatról is. Különösen érintettek a GPS műholdak, illetve ezekről a műholdakról a Föld felé sugárzott jelek, amit a műholdas navigációban használnak fel.
Nagyfrekvenciás (angol rövidítéssel: HF) rádióhullámokat használnak a hajókkal, repülőkkel való kapcsolattartásra is. Ennek a sávnak a frekvenciája 3 és 30 MHz közötti. Az ilyen frekvenciájú hullámok általában visszaverődnek az ionoszféráról (az aktuális, legnagyobb használható frekvencia az ionoszféra pillanatnyi állapotától függ), ezáltal lehetővé válik a horizonton túli kommunikáció, ami gyakran több száz km-es távolságot jelent (amatőrrádiózás esetén akár több ezer km-ről is lehet szó). Ennek a rádiósávnak az előnye (ti., hogy a hullámai visszaverődnek az ionoszféráról és így jöhet létre a nagy távolságú kapcsolat) egyben a hátránya is, ugyanis az ionoszféra tulajdonságainak változásával a kommunikáció lehetősége lecsökken, vagy teljesen meg is szűnik. Ezek a tulajdonságok az űridőjárás hatása alatt állnak, ezek között kiemelkedő tényező a Nap aktivitása (a napfoltciklus) és a geomágneses jelenségek (különösen az északi
fény). Ez utóbbi elsősorban a sarkvidékek közelében elhaladó repülőjáratokat érinti hátrányosan, mivel az Amerikai Repülésügyi Hatóság (Federal Aviation Administration, FAA honlap) megköveteli az állandó rádiókapcsolatot a repülőgépek és egy irányítótorony között. Mivel ezeken a szélességi körökön a műholdas kapcsolat nem működik, kényszerűségből használják a rövidhullámú rádiót (HF), aminek működésére erősen hatással van az aktuális űridőjárás.
Mivel a polgári repülés biztonsága megköveteli a rendszeres kapcsolattartást a földi irányítókkal, ezért a repülőtársaságok figyelik az űridőjárás változásait és kedvezőtlen esetben a repülési útvonalakat módosítják. (a sarkvidék fölötti repüléssel egyébként üzemanyagot spórolnak meg).

### Hatások a földi technikára

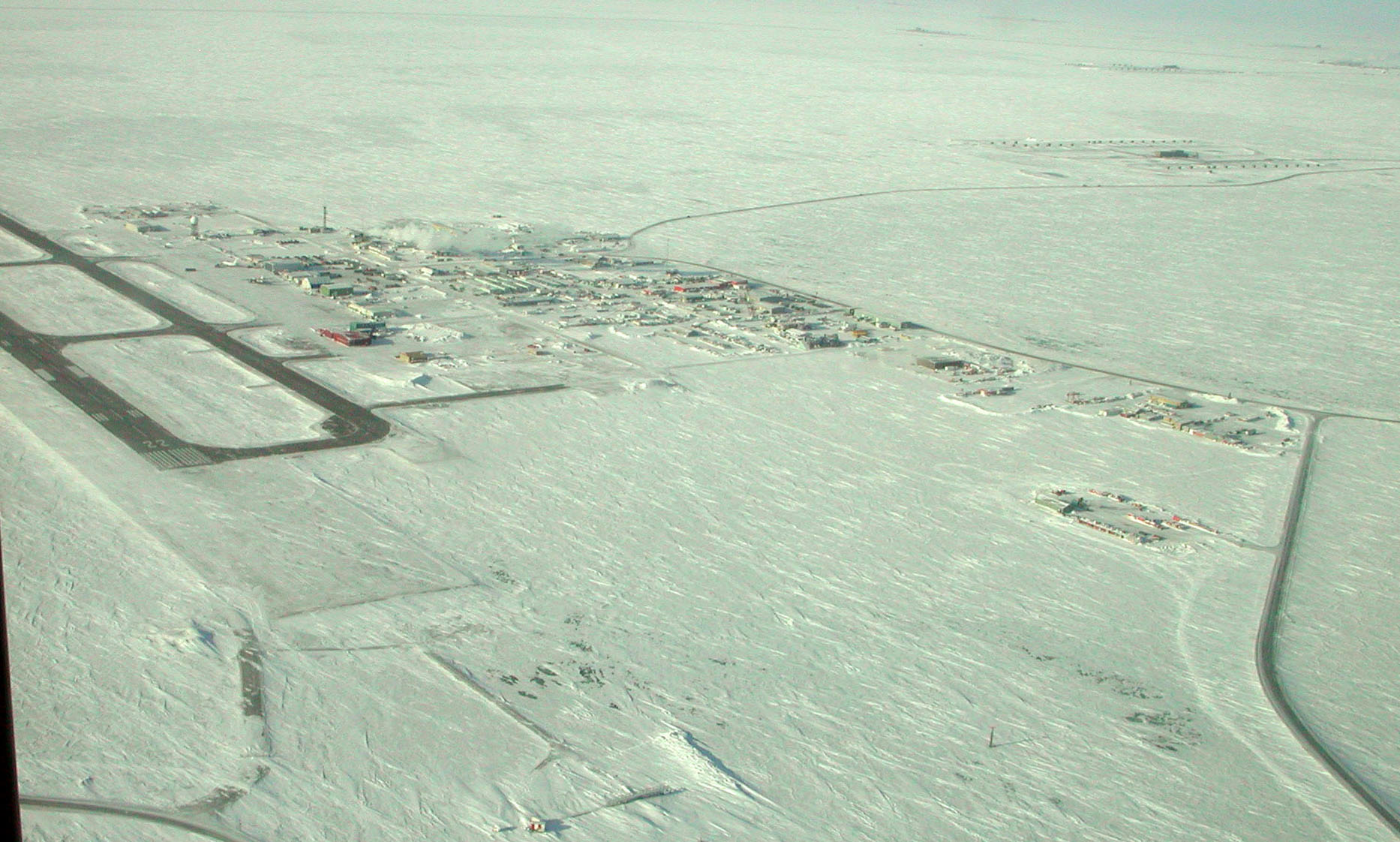
A transzalaszkai csővezeték északi vége Prudhoe Bay közelében

Geomágneses vihar esetén az ionoszférában mozgó, változó mágneses terek elektromos áramot indukálnak az elektromos vezetőkben, Faraday indukciós törvényének megfelelően. A jelenség különösen a hosszú távvezetékekben, csővezetékekben, telefonvonalakban jelentkezik, ahol olyan túlfeszültség és túláram léphet fel, ami sok esetben tönkreteheti a berendezéseket. A csővezetékekben keletkező elektromos áram növeli a korróziót.
1967. május második felében a Nap kitörése világszerte megzavarta az amerikai katonai radarokat, amit eleinte ellenséges (szovjet) támadásként értelmeztek.
A modern technikától függő társadalom működése elsősorban az energiaellátó rendszertől függ, ami manapság sokkal sérülékenyebb, mint korábban bármikor. Az Amerikai Egyesült Államokban 2003-ban távvezetéket elérő faágak olyan áramszünetet okoztak, ami Detroittól New York Cityig terjedt és 50 millió embert hagytak áram nélkül. 1989. március 13-án egy geomágneses vihar Quebecben (Kanada) egy transzformátorban olyan áramokat indukált, ami jóval meghaladta a tervezett értéket, ennek hatására láncreakció-szerűen a teljes energiaellátó rendszer összeomlott, 6 millió ember maradt áram nélkül 9 órán át. Ugyanekkor az Egyesült Államok északkeleti részén és Svédországban is volt áramkimaradás.
Mindezek ismeretében az energiaellátó rendszerek üzemeltetőinek figyelniük kell az űridőjárás változásait, és geomágneses vihar előtt csökkenteniük kell a hálózaton a terhelést. Csúcsfogyasztás esetén azonban nem tudják elosztani a terhelést, ezért ilyenkor elképzelhető a hálózat egyes részeinek megelőző, tervezett lekapcsolása a hálózatról, hogy ezzel elhárítsák a nagyobb károkat. Számítások szerint ha egy nagy geomágneses vihar elektromos csúcsfogyasztás esetén éri el az USA területét, több száz nagy teljesítményű transzformátor mehet tönkre, amiknek a cseréje éveket is igénybe vehet (tekintve a gyártókapacitás szűkösségét és a magas költségeket).
Az alaszkai Prudhoe Bay olajtermelése 2006-ban azért esett drasztikusan vissza, mert a csővezetékek a bennük indukálódó áramok hatására a tervezettnél gyorsabban elkorrodáltak.

## Az űrben való tartózkodás veszélyei

### Sugárzás
Alapvetően kétféle sugárzás van: elektromágneses sugárzás és részecskesugárzás. Az elektromágneses (EM) sugárzást a tömeg nélkülinek tekintett fotonok hordozzák. A fotonok hullámként viselkednek, tehát van hullámhosszuk és frekvenciájuk. A fotonok energiáját egyszerű összefüggés adja meg:
E = h × f
ahol
E: a foton energiája

h: Planck-állandó

f: a foton frekvenciája
Ennek megfelelően az elektromágneses spektrumban a rádióhullámoknak van legnagyobb hullámhossza, ennek megfelelően a legkisebb az energiájuk, míg a gamma-sugaraknak a legrövidebb a hullámhossza, frekvenciájuk és energiájuk pedig a legnagyobb.
A Napból kiinduló sugárzás nagyobb része nem éri el a földfelszínt, mert vagy a légkörben elnyelődik vagy visszaverődik a világűr felé.
A világűrben azonban a teljes elektromágneses spektrum a rendelkezésre áll.
A sugárzás másik formája a részecskesugárzás, amit szubatomi részecskék (többnyire protonok és elektronok) alkotnak, de ezek lehetnek atomok vagy molekulák alkotóelemei is. Természetes eredetű sugárzás nem csak a világűr felől érkezik, ilyet maga a Föld is kibocsát. Sok elem radioaktív, ennek során részecske és elektromágneses sugárzás is felszabadul. A részecskesugárzás leggyakrabban alfa-sugárzás (hélium atommag) vagy béta-sugárzás (elektronok). Ezek a sugárzások a napszélben is megtalálhatók, bár ott a forrásuk nem radioaktív bomlás, hanem a hélium és más gázok ionizációja.
Ionizációt elektromágneses sugárzás és részecskesugárzás is okozhat, ha kellő energiamennyiséget hordoz.
Biológiai szempontból az ionizáló sugárzás az élő sejtek vagy a sejtben lévő DNS roncsolásával jár. A sejtek alkotóelemei: víz, hidrogén, szén, nitrogén, oxigén és kevés foszfor és kén. Mindezen elemeket a sugárzás ionizálhatja, ami drámaian megváltoztatja a kémiai reakciók folyamatát. Az emberi szervezetben az érzékenyebb sejtek közé tartoznak a fehérvérsejteket és a vörösvérsejteket előállító sejtek. Az ionizáció hatására ezek száma a szervezetben csökken, aminek következménye szédülés, hajhullás, rák kialakulása vagy azonnali halál. A sugárzás az emberi immunrendszert roncsolja. A sugárzás erőssége lényeges tényező, itt nem csak az összmennyiség, hanem az energiaszint is számít. Nagy energiájú részecskék nagyszámú molekulára hatással lehetnek egyszerre.
A nagy energiájú elektromágneses sugárzás hatásmechanizmusa az élő szövetekre különbözik a részecskesugárzás hatásmechanizmusától.
Az EM fotonjai teljes energiájukat elveszítik egyetlen kölcsönhatás során. Ezzel szemben a részecskesugárzás nagyszámú molekulával való ütközés során veszíti el energiáját. Ugyanakkor az EM sugárzás (különösen a röntgen- és gamma-sugárzás) másodlagos elektronokat és fotonokat hoz létre, amik további interakcióba lépnek más atomokkal, amik újabb elektronokat és fotonokat hoznak létre, stb. A kétféle sugárzást emiatt elnevezésben is megkülönböztetik: az élő szövetre ható részecskesugárzást direkt ionizációs sugárzásnak, az elektromágneses sugárzás hasonló folyamatát pedig indirekt ionizációs sugárzásnak nevezik. Az elnevezés magyarázata az, hogy a részecskesugárzás közvetlenül, direkt módon hat nagy számú molekulára és atomra, ugyanakkor a fotonok csak egyetlen atomra vagy molekulára hatnak, a további hatás közvetetten, a keletkező fotonok közvetítésével zajlik le.
Az ionizálás mellett a másik lehetséges folyamat az, amikor a sugárzás az atom egyik külső elektronját magasabb energiájú szintre löki, ilyenkor az atomnak szabad gyöke jön létre. A szabad gyökök nagyon reakcióképesek, a környező molekulákat roncsolják. Mivel az élő szövetek sok vizet tartalmaznak, a leggyakoribb szabad létrejövő gyök a gerjesztett hidroxid (OH*, ahol a * jelzi a gerjesztett állapotot). A hidroxid egy erős oxidálószer, ami abnormális kémiai reakciókat hoz létre az élő szövetekben.
A szabad gyökök átszakíthatják a sejt membránfalát, ezzel tönkreteszik magát a sejtet. Ha nagy számú sejt semmisül meg, az adott szerv működése leáll, így vagy ennek hiányában, vagy az immunrendszer leállása miatt elhalás és az egész szervezet halála következik be.
Egy másik mód, ahogy a sugárzás a sejteket roncsolja, amikor közvetlenül az összetett molekulákra gyakorolt hatás révén következik be, amik között proteinek, és nukleinsavak vannak (amik a DNS-t alkotják). A sugárzás által meggyengített DNS képes saját maga helyreállítására, azonban ha a sugárzás erőssége túl nagy, a helyreállítás sebessége nem elég a sejt helyreállításához. Az ilyen sugárzás rákbetegséget okoz, az utódokban genetikai mutációkat, vagy csökkent sejtaktivitást.
Egy biológiai rendszerre ható sugárzás kimenetele függ a sugárzás fajtájától (EM vagy részecske), a sugárzás energiájától, mennyiségétől és időtartamától. A sugárzásra eltérően reagálnak a különböző szervek az emberi szervezetben, és a sugárzásra való érzékenység nem egyforma nők és férfiak esetén.
A legnagyobb felületű szervünkre, az emberi bőrre ható túl sok UV-sugárzás roncsolódást okoz a bőrön. Rövid távon ez bőrpírral, leégéssel és fájdalommal jár, hosszú távon pedig bőrrák alakulhat ki. Ennek egyik fajtája a melanóma, aminek a WHO adatai szerint évente 48 000 ember esik áldozatul.
A sugárzásnak az élő szervezetre és egyéb anyagokra való hatásának mérésére több megközelítés létezik. A sugárzás szintjét a curie (Ci) és becquerel (Bq) jellemzi. A Ci és a Bq a radioaktív bomlások másodpercenkénti számával arányos. Ez tehát a sugárzó forrás tulajdonságát
írja le, de semmit nem mond a sugárzás fajtájáról vagy a sugárzás hatásáról. A rad és a gray (Gy) mértékegység használatos a sugárzás anyagban való elnyelődésének leírására. Egy adott tömegegység által elnyelt energia formájában adják meg (többnyire joule per kilogramm egységben). A sievert vagy rem egységet használják, ha az élő szövetre való hatást akarják meghatározni (ezt sugárdózisnak is nevezik). Mértékegysége szintén joule per kilogramm.
Példaként egy átlagos észak-amerikai személy évente 0,36 rem sugárzást kap. Ennek legnagyobb forrása a légkörben található radon gáz (ami a radioaktív rádium bomlásakor keletkezik).
A radonnak kicsi a felezési ideje, így hamar lebomlik a szintén radioaktív polóniumra, ami alfa sugárzást bocsát ki. A következő legnagyobb forrást az emberi szervezetbe beépülő, természetes előfordulású radioaktív izotópok adják.
Nagyobb dózisú sugárzásnak való kitettség gyors reakciót vált ki a szervezetből. 25 rem sugárzás a fehérvérsejtek kismértékű, alig kimutatható csökkenését okozza. 50 rem-nél ez a hatás már könnyen kimutatható. A fehérvérsejtek normál szintje csak hetek múlva áll helyre. A
fehérvérsejtek fontos összetevői az immunrendszernek, emiatt a fehérvérsejtek számának csökkenése halálos lehet a szervezet számára, ha ekkor valamilyen betegség vagy fertőzés fellép. 75 rem esetén 10% esély van a hányingerre. 100 remnél szintén 10% az esély az átmeneti hajhullásra. (ez a két tünet a rákbetegség gyógyításában is jelentkezik, amikor a páciens beteg szöveteit
sugárzással kezelik). 200 rem esetén 90%-os esélye van a sugárbetegség kialakulásának, a fehérvérsejtek száma közepesen csökken. 400 remnél 50% esély van a halálos kimenetelre 30 napon belül. 600 rem a legtöbb emberre halálos dózist jelent 3-30 napon belül. 10 000 rem egy napon belüli halálos dózist jelent. (ezeknek a nagy dózisoknak a megértése a Hirosimára és Nagaszakira ledobott atombombák, és a Csernobili atomkatasztrófa következményeinek vizsgálata során alakult ki).

#### Milyen sugárzásnak van kitéve az emberi szervezet a világűrben?
Alacsony földkörüli pályán (ilyen a Nemzetközi Űrállomás felkeresése vagy egy űrsiklós küldetés) 4 napi sugáradag megfelel 1 évnyi adagnak a Föld felszínén. Ha az űrhajós űrsétát végez alacsony földkörüli pályán napvihar esetén a kapott sugárdózis 10-szer vagy akár 1000-szer nagyobb lehet, mint a normál háttérsugárzás esetén. A Hold vagy a Mars felé tartó utazás során halálos mennyiségű sugárzás érné az űrhajósokat, ha annak kivédéséről nem gondoskodnak.
A Holdra küldött Apollo küldetések idején a NASA-nak és az űrhajósoknak szerencséjük volt az időzítéssel. Az 1970-es években még nem volt ennyire világos a napsugárzás hatása az emberi szervezetre. Az Apollo–16 1972 áprilisában indult a Hold felé, az Apollo–17 pedig (a 6 holdexpedíció közül az utolsó) decemberben. 1972 augusztusában az addig mért legnagyobb protonkiáramlást észlelték. Ha az űrhajósok ebben az időszakban lettek volna a Hold felszínén, 50% esély lett volna rá, hogy egyikük halálos sugárdózist kap.
Egy űrhajós, aki 3 hónapot tölt a Nemzetközi Űrállomáson, tipikusan 10 remnél kisebb sugárdózist kap. Ugyanennyi időt eltöltve egy laboratóriumban a Hold felszínén, a mennyiség ugyanannyi. Ezek a mennyiségek azonban nem foglalják magukban a napviharok és az űrséták alkalmával kapott sugárdózist. Egy hároméves Mars-utazás (2 év az oda-vissza út és 1 év felszíni munka) kb. 100 rem sugárterhelést jelentene, átlagos háttérsugárzást feltételezve. Néhány napvihar azonban már halálos sugárdózist hordozna magában. Ennek a veszélynek az elhárítása az egyik legnagyobb probléma, ami a Holdra és a Marsra tervezett bázisok előtt áll.

#### Az űrutazással járó veszélyek
A sugárzás mellett az űrutazás egyéb veszélyei: vákuum, alacsony gravitáció, mikrometeorok.
Ha az űrhajós védelem nélkül vákuumnak van kitéve, 10 másodpercen belül elveszti az eszméletét.
Az artériás vérnyomás egy percen belül leesik, a vérkeringés leáll. Az orrban és a szájban lévő pára megfagy, a halál 90 másodpercen belül bekövetkezik. Ha hirtelen következik be a vákuumnak való kitettség, gyors dekompresszió játszódik le, ami a tüdő beszakadásával járhat. Ezzel a problémával már a nagy magasságban katapultáló vadászpilóták is szembesülnek. A jelenség egyik tünete a búvároknál is tapasztalt szédülés, ami náluk a gyors felszínre emelkedéskor állhat elő. Ilyenkor a véráramban addig oldott állapotban lévő
gázmolekulák gáz formájában kiválnak, ami akár végzetes is lehet.
A légnyomás hirtelen leesése bekövetkezhet az űrhajóban, az űrruhában, egy épület belsejében, ezért ezek tervezése során a szivárgás azonnali megszüntetésére kell törekedni. A szivárgást mikrometeor okozhatja.
Az űr másik veszélyforrása a gravitáció hiánya. Emiatt egy hónap alatt a csontsűrűség 1-2%-kal csökken, és ennél is nagyobb arányú az izomtömeg vesztesége. Féléves küldetés során az űrhajós 40%-át is elvesztheti izomtömegének, és csontsűrűségének 10%-át. Ez egy Mars-utazás során már komoly problémát jelent a Marshoz való megérkezéskor, amikor a felszíni gravitációban munkát kellene végezni. A probléma megoldására a speciális izomgyakorlatok végzése mellett a mesterséges gravitáció létrehozása kínálkozik, ami az űrhajó forgatásából áll, és lényegében nem gravitációt, hanem centripetális gyorsulást hoz létre, ami az űrhajós testét a külső felület felé mozgatja. Ehhez azonban megfelelően nagy átmérőjű, célszerűen gyűrű alakú, egyenletesen forgatható szerkezet szükséges.
A mikrometeorok a Naprendszerben nagy számban, mindenhol előfordulnak aszteroidák vagy üstökösök darabjaiként. Nagyságuk sokszor porszemnyi, veszélyességüket nagy sebességük jelenti, amivel átüthetik a védőburkolatokat. Ez több ezer km/h is lehet. Meteorok becsapódását a Holdba a Földről is lehet látni, mert sokszor fényfelvillanással jár. A holdfelszíni épületek ennek az állandó veszélynek
vannak kitéve, ami ellen hatékonyan csak a felszín alá való építkezéssel lehet védekezni. Ez egyúttal a sugárzás ellen is védelmet jelent.

### Csillagközi űrutazás
Csillagok folyamatosan keletkeznek, ezek közelében megnövekedett szintű UV-sugárzásra lehet számítani, továbbá erőteljes részecskesugárzásra is. Hasonlóan veszélyes a haldokló csillagok közelsége, aminek során a sugárzás hirtelen szabadul fel (ilyen pl. egy szupernova robbanás, ami akár a Földön élőkre is veszélyes mértékű sugárzással jár). Hasonlóan veszélyes a
kettőscsillagok közötti anyagáramlás, valamint a fekete lyukak közelében kialakuló sugárzások. Még a normál mértékű ingadozással rendelkező csillagok is veszélyesebbek, mint a kevésbé változó Napunk.

## Egyéb jelenségek az űrben

### Az űridőjárás és a földi klímaváltozás

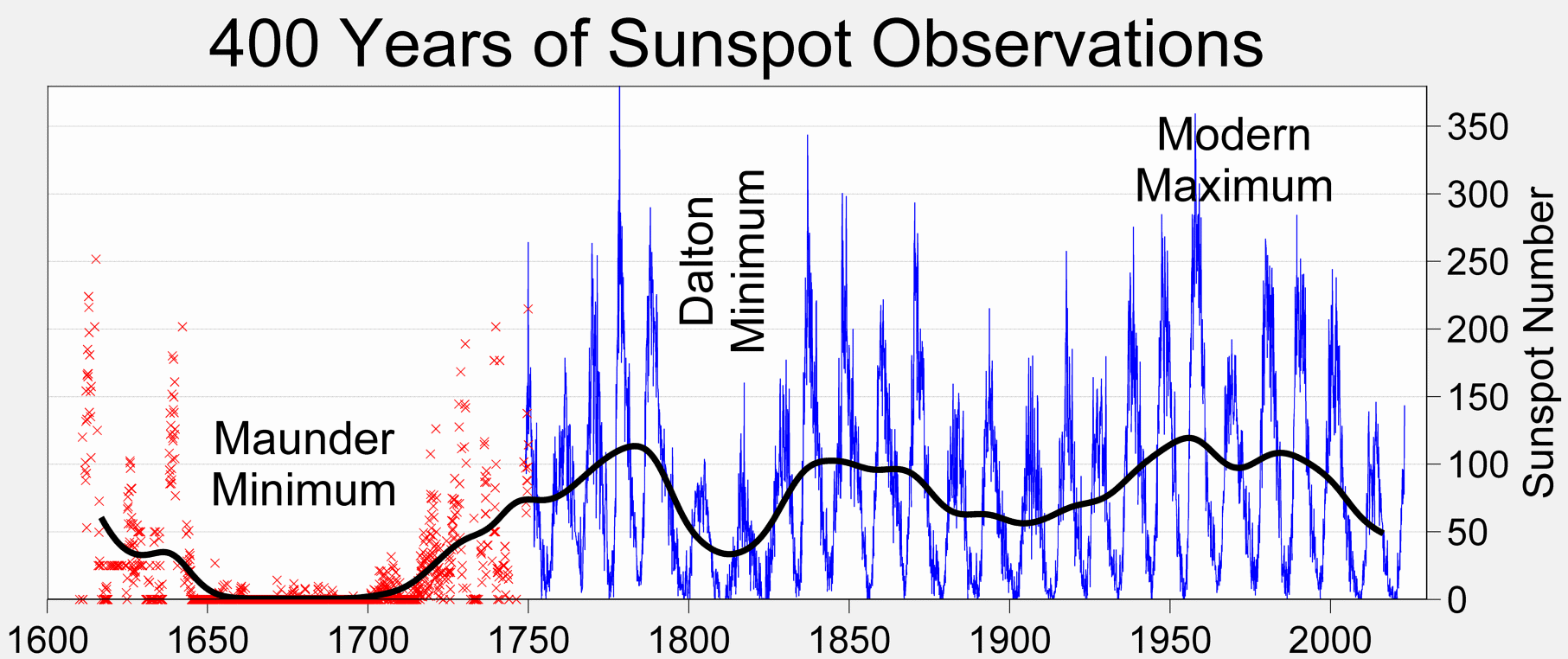
A „Maunder-minimum” és a napfoltok számának alakulása

A Nap látszólagos fényessége a 11 éves napciklus során 0,1%-ot változik. Az UV- és röntgensugárzás változása azonban akár 6-8% is lehet, ezt az 1970-es és 80-as években felbocsátott Napmegfigyelő műholdak méréseiből tudjuk.
A nagy energiájú EM sugárzás elnyelődik a földi felső atmoszférában, ez pedig befolyásolja az itt lejátszódó kémiai reakciókat. Az UV- és röntgensugárzás mértéke nagy hatással van az atmoszféra energia-egyensúlyára. A nagyobb mértékű sugárzás ugyanis megnöveli az ózon mennyiségét, ami felmelegedést okoz. Ismert, hogy a napciklus alatt a termoszféra hőmérséklete egy 2-es szorzófaktorral változik (1000 K-ről 2000 K-re), de az még nincs tisztázva hogy a felső atmoszféra és a troposzféra milyen mechanizmusokkal ad át energiát egymásnak.
Az egyik elmélet szerint a napciklus a földi klímára a felhőképződésen keresztül van hatással. A felhők fontos szerepet játszanak a klíma alakításában, mivel meghatározzák, hogy mennyi napsugárzás éri el a felszínt, ugyanakkor a kifelé sugárzó infravörös sugarakat visszaverik, így üvegházhatást hoznak létre. A felhők vízpárából állnak, amik képződéséhez a
levegőben lebegő szilárd részecskékre van szükség (ezt aeroszolnak nevezik). Ennek az aeroszolnak több természetes forrása van, ilyenek a porviharok, a tengeri párolgás (ez sócseppecskéket tartalmaz), és a vulkánkitörések. Mesterséges forrásai az ipari füstkibocsátás és az autók kipufogógázai. A világűr irányából a felső atmoszférába érkező kozmikus sugarak kémiai reakciókat segíthetnek elő, ami aeroszol, és így felhők képződéséhez vezet.
A Földet elérő kozmikus sugárzás mértéke azonban összefügg a Naptevékenység mértékével. A Nap erősebb mágneses tere erősebb bolygóközi mágneses teret jelent, ez pedig jobban visszaveri a Naprendszerbe érkező kozmikus sugarakat. A Földet elérő kevesebb kozmikus sugárzás kisebb mértékű felhősödést okoz, emiatt több napsugárzás éri el a földfelszínt. Az ún. Maunder-minimum alatt a naptevékenység gyenge volt, ami miatt több kozmikus sugárzás érte a Földet, emiatt több felhő keletkezett, és kevesebb napfény érte el a földfelszínt.
Ez az elmélet nem csak a nemrég megkezdett napmegfigyelések adataira támaszkodik, hanem történelmi adatokra is. A legutóbbi kiugró változás a középkorban, 900 és 1250 között volt, ekkor intenzív naptevékenység folyt. Ebben az időszakban melegebbek voltak az évszakok a szokásosnál, a
vikingek ekkor telepedtek le Grönlandon (nevének jelentése: „zöld föld”). A változás az egész észak-atlanti térségben érezhető volt.

### Aszteroidák és üstökösök hatása
A Földet kialakulása óta érik az űrből érkező testek becsapódásai. Az egyik ilyen becsapódásból, amit egy Mars méretű aszteroida okozott, alakult ki a Hold. Ezek után hosszú ideig szinte folyamatosan érték a Földet becsapódások (4,5 milliárd évvel ezelőttől 3,8 milliárd évvel ezelőttig). Ezt hádészi korszaknak is nevezik (hádész, görög szó, jelentése: alvilág, pokol) a
bombázások miatt, ami másodlagosan földrengésekhez és vulkánkitörésekhez vezetett. Az utolsó 3,8 milliárd évben ezek az objektumok vagy a bolygókba és holdjaikba vagy egymásba ütköztek, így egy stabilnak mondható állapot alakult ki, a Mars és a Jupiter közötti kisbolygóövvel, ahol ezek az anyagdarabkák jelenleg megtalálhatók. Ugyanakkor vannak ettől teljesen eltérő pályán mozgó testek, amik esetén fennáll a valószínűsége, hogy ezek közül valamelyik útja során eltalálja a Földet. Nagyobb energiák esetén egy ilyen becsapódás globális klímaváltozással járna.
A múltbeli ilyen események közül a legismertebb a 65 millió évvel ezelőtt történt aszteroida becsapódás, ami feltételezések szerint a dinoszauruszok teljes kipusztulását és végső soron az ember felemelkedését okozta.
A Földet jelenleg is elérik az űrben száguldó testek, naponta körülbelül 100 tonna mennyiségben.
Ennek a mennyiségnek a túlnyomó többsége porszemnyi testekből áll, amik az atmoszférában elégnek és nem érik el a felszínt. A nagyobb, deciméteres vagy méteres meteorok már képesek arra, hogy egy részük elérje a felszínt és ott helyi károkat okozzon. Globális, a teljes Földre kiterjedő változást tudna okozni 1–2 km átmérőjű (vagy nagyobb) test becsapódása, a légkörbe bekerülő por vagy vízpára tartós, évekig tartó lehűlést okozna. Az ekkora méretű földközeli objektumok számát 1000 körülire teszik, egy ilyen becsapódás valószínűsége azonban olyan csekély, hogy 1 millió év alatt egyszer következik be. Ugyanakkor meg kell említeni, hogy az erőforrások szűkössége miatt nem ismerjük az összes szóba jöhető test pályáját.
A meteoritbecsapódás az egyetlen olyan természetes eredetű esemény, ami a teljes emberi civilizáció pusztulását okozhatja.

### Közeli szupernóva
Ha egy szupernóva-robbanás a Föld 50-100 fényéves környezetében következik be, a Föld atmoszféráját érő sugárzás olyan erős lehet, ami megsemmisítheti az ózonréteget. Ekkor a földfelszínt megnövekedett mennyiségű UV-sugárzás érné el, ami a szupernóvából és a Napból származik. Ez a hatás évekig tartana, eközben az UV-sugárzás elérné a jelenleg szokásos érték 10 000-szeresét. Ez természetesen drámai hatással lenne az élővilágra, talán csak a mélytengeri élőlények maradnának életben.
Mivel a Tejútrendszer átmérője nagyjából 100 000 fényév, ezért a 100 fényéves távolság közeli szomszédságot jelent. Ekkora távolságban a becslések szerint 14 000 csillag található, ezek többségét azonban nem ismerjük, mert fényük túl gyenge az észleléshez. Becslések szerint azonban
a Földnek ebben a 100 fényévnyi környezetében egy szupernóva kialakulása néhány száz millió évenként egyszer következhet be.